# Antoine Charmet
Pour les articles homonymes, voir Charmet.
Antoine Charmet (né le 26 décembre 1906 à Saint-Martin-la-Plaine, mort le 2 avril 1945 à Buchenwald) est un prêtre français, victime du nazisme.

## Biographie
Antoine Charmet est issu d'une famille d'agriculteurs chrétiens. Après avoir accompli son service militaire en Algérie de 1927 à 1929 et terminé ses études au séminaire de Lyon, il est ordonné prêtre le 29 juin 1932. Il enseigne le français, le latin et le grec au séminaire de Montbrison. Lorsque la Seconde Guerre mondiale éclate en 1939, il est enrôlé comme soldat et promu sergent d'état-major. Le 21 juin 1940, son bataillon est fait prisonnier de guerre.
Après un court séjour à Neuf-Brisach, Charmet est transféré au stalag VI G à Hardthöhe, dans la banlieue de Bonn. Il travaille d'abord dans le service de colis de la poste. En mai 1941, il est affecté comme infirmier et aumônier au kommando 221 à Cologne-Ehrenfeld. Charmet écrit à sa famille qu'il y tient des messes le dimanche et à Noël 1941, une messe de minuit aux chandelles et à l'accordéon. Le camp est détruit lors d'un bombardement le 31 mai 1942, au cours duquel Charmet perd tous ses biens, comme ses livres.
Charmet est ramené au camp de Bonn. Il entre alors en contact avec d'autres prêtres, on décide de créer une Action catholique, dans laquelle il ne fût pas activement impliqué. Il suit le programme consistant à organiser des groupes d'étude sur les questions religieuses et sociales et les masses dans les églises allemandes et à visiter les travailleurs malades. Après avoir séjourné dans un camp du centre-ville de Cologne, détruit par les bombes le 31 juillet 1943, les prisonniers de guerre, dont Charmet, sont transférés à la périphérie de Cologne, à Rath/Heumar. Il a l'occasion de tenir des messes pendant la semaine dans l'église Saint-Corneille de Bonn (de). En tant que prêtre, Charmet, qui n'est d'ailleurs pas libéré de son travail épuisant, assiste les prisonniers de guerre et les travailleurs forcés ; ce faisant, il viole la stricte séparation des deux groupes. En avril 1944, après la dislocation du kommando 230, un autre déménagement a lieu à Cologne, où on ne sait pas exactement. À ce moment-là, sa famille tente de récupérer Charmet parce qu'il fait partie du Service du santé. Mais il refuse parce qu'il veut continuer à exercer ses fonctions d'aumônier et d'infirmier dans le camp des prisonniers de guerre.
Le 3 décembre 1943, le Reichssicherheitshauptamt publie le décret Activités de l'Action catholique française parmi les travailleurs civils français du Reich, signé par Ernst Kaltenbrunner. Charmet est arrêté le 8 août 1944 par la Gestapo de Cologne. Il est interrogé et emprisonné à la prison de Brauweiler. Le 16 septembre 1944, un transport avec 1000 prisonniers, dont Charmet et 46 autres prêtres français, part du parc des expositions de Cologne vers Buchenwald. Il travaille dans la production d'avions Junkers dans le camp de concentration de Langensalza (de). Son état de santé se détériore, ses camarades demandent des faveurs pour lui qu'on refuse. À la mi-janvier 1945, cependant, il doit être conduit au camp hospitalier de Buchenwald, complètement épuisé, mais il ne se remet pas. Finalement, il contracte une maladie cardiaque et se déshydrate à cause d'une diarrhée permanente. Antoine Charmet meurt le 2 avril, environ une semaine et demie avant l'arrivée des troupes américaines à Buchenwald.

## Postérité
La marche de Cologne vers Buchenwald contrevenait aux termes de la Convention de Genève. Elle fut citée contre l’accusé Göring au Tribunal de Nuremberg par le procureur général adjoint français Charles Dubost le 31 janvier 1946. Charmet était de plus reconnu comme malade, ce qui est une infraction.
En 1950 Charmet reçoit à titre posthume la Médaille militaire et la Croix de guerre 1939-1945, avec étoile de vermeil.